# Sílvia Riva González
Pour les articles homonymes, voir González et Riva.
Sílvia Riva González, née le 18 mars 1979 à Andorre-la-Vieille, est une avocate et femme politique andorrane. 
Membre des Démocrates pour Andorre, elle est membre du Conseil général de 2011 à 2015, puis à partir de 2023 à la suite de la nomination d'Alain Cabanes Galian au gouvernement Espot Zamora II.

## Biographie

### Enfance et études
Sílvia Riva González est née à Andorre-la-Vieille, capitale d'Andorre. Licenciée en droit, titulaire du diplôme de droit andorran, elle accomplit une partie de ses études à Barcelone.

### Carrière politique

#### Débuts
À son retour en Andorre, elle cofonde la section de jeunesse du PLA, qui se veut un cercle de réflexion.
Elle se présente aux élections municipales dans sa ville natale, mais échoue de cinquante-deux voix à conquérir un siège de conseillère. Elle décide alors d'étudier la science politique.

#### Au Conseil général (2011-2015)
Elle est élue au Conseil général dans la paroisse d'Andorre-la-Vieille lors des élections législatives de 2011. Au Conseil, elle prend la tête de la commission de l'Intérieur.

#### Ministre (2019-2023)
Le 30 mai 2019, elle est nommée ministre de la Culture et des Sports, au sein du gouvernement tripartite dirigé par Xavier Espot Zamora.

#### Retour au Conseil général (depuis 2023)
Elle participe comme suppléante de la liste des Démocrates pour Andorre aux élections législatives de 2023 dans la paroisse d'Andorre-la-Vieille. Le 17 mai 2023, Alain Cabanes Galian est nommé secrétaire d'État au Sport et à la Jeunesse au sein du gouvernement Espot Zamora II, elle le remplace au Conseil général en sa qualité de suppléante.